# 新民站
新民站，位于中华人民共和国辽宁省沈阳市新民市新柳街道，是沈山铁路上的火车站，建于1903年，由沈阳铁路局管辖。

## 車站周邊
- 站前医院
- 新民市医院管理局
- 中国信合立交桥储蓄所
- 沈阳市肛肠医院医疗协作医院
- 中共新民市委老干部局
- 中国邮政新民市邮政局
- 中国邮政储蓄银行辽河大街支行
- 新民市文体广电新闻出版局
- 新民红光医院
- 新民市迎宾馆
- 新民市安全生产监督管理局
- 新华广场
- 新民市对外贸易经济合作局
- 中国人民银行新民市支行
- 城区第一小学
- 中国银行沈阳新民新华园支行

## 歷史

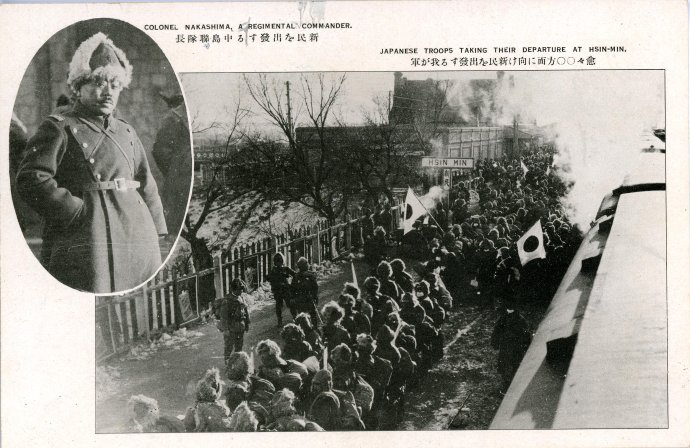
1931年，日军一部从新民站乘火车出发进攻锦州

- 建于1903年。

## 外部連結
- 中国铁路客户服务中心 （页面存档备份，存于）